# 川谷洋史
川谷 洋史（かわたに ひろし、1980年 -  ）は、日本の元市議会議員、実業家、一級建築士、WACA公認ウェブ解析士マスター、提案型ウェブアナリスト、株式会社コレット代表取締役。
低糖質なパンやスイーツの専門店「フスボン」、ウェブコンサルタント業、建設業と建築設計事務所業務を行う、株式会社コレットの代表を務める。SNS運用やECサイトの講師を務めることもある。

## 経歴
大阪府生まれ。東京工業大学・工学部・建築学科卒業。建築構造系の研究室に所属。学部論文は「ボルトで接合されたフェロセメント梁の曲げ実験」。
大学卒業後、家業を引き継ぐ。家業を従業員に譲渡後、2007年5月より富田林市議会議員を3期12年間務める。
2014年5月より富田林市議会・副議長、2016年5月より富田林市議会・議長（それぞれ1年間）務める。
2007年9月より株式会社アトリエ・アッシュ創業。主に、構造計算業務を行う。2009年に共同創業者に譲渡。
2012年8月より株式会社コレット創業。
2014年9月より、自身の糖質制限の経験や父親の糖尿病罹患経験を通じて健康寿命を伸ばすことで持続可能な社会を実現することを目的に、「フスボン」を低糖質パン専門ブランドとして立ち上げる。

## 受賞歴
2017年・カラーミー大賞・優秀賞を受賞。
2019年・富田林市表彰・有功賞を受賞。

## メディア出演

### TV番組
- TOKYO MX「堀潤モーニングFLAG」2021年10月14日放送[17]
- 日本テレビ「news every.」2021年9月30日放送[18]
- 日本テレビ「news every.」2020年4月30日放送[19]
- テレビ東京・ワールドビジネスサテライト(WBS)2020年4月20日放送[20]
- BSジャパン・日経プラス10・2017年6月5日放送[21]
- テレビ朝日・スーパーJチャンネル・2015年3月13日放送[22]
- フジテレビ・めざましテレビ・2014年11月10日放送[23]

### ラジオ番組
- 2014年9月18日 TOKYO FM Blue Ocean[24]
- 2014年11月20日放送 J-WAVE[25]

### WEBメディア
- PR TIMES TV・2021年10月8日放送[26]
- よむよむCOLOR ME・2018/06/06公開[27]